# Karczówka (Kielce)

Dzielnice i osiedla Kielc, Karczówka ma na mapie nr 22

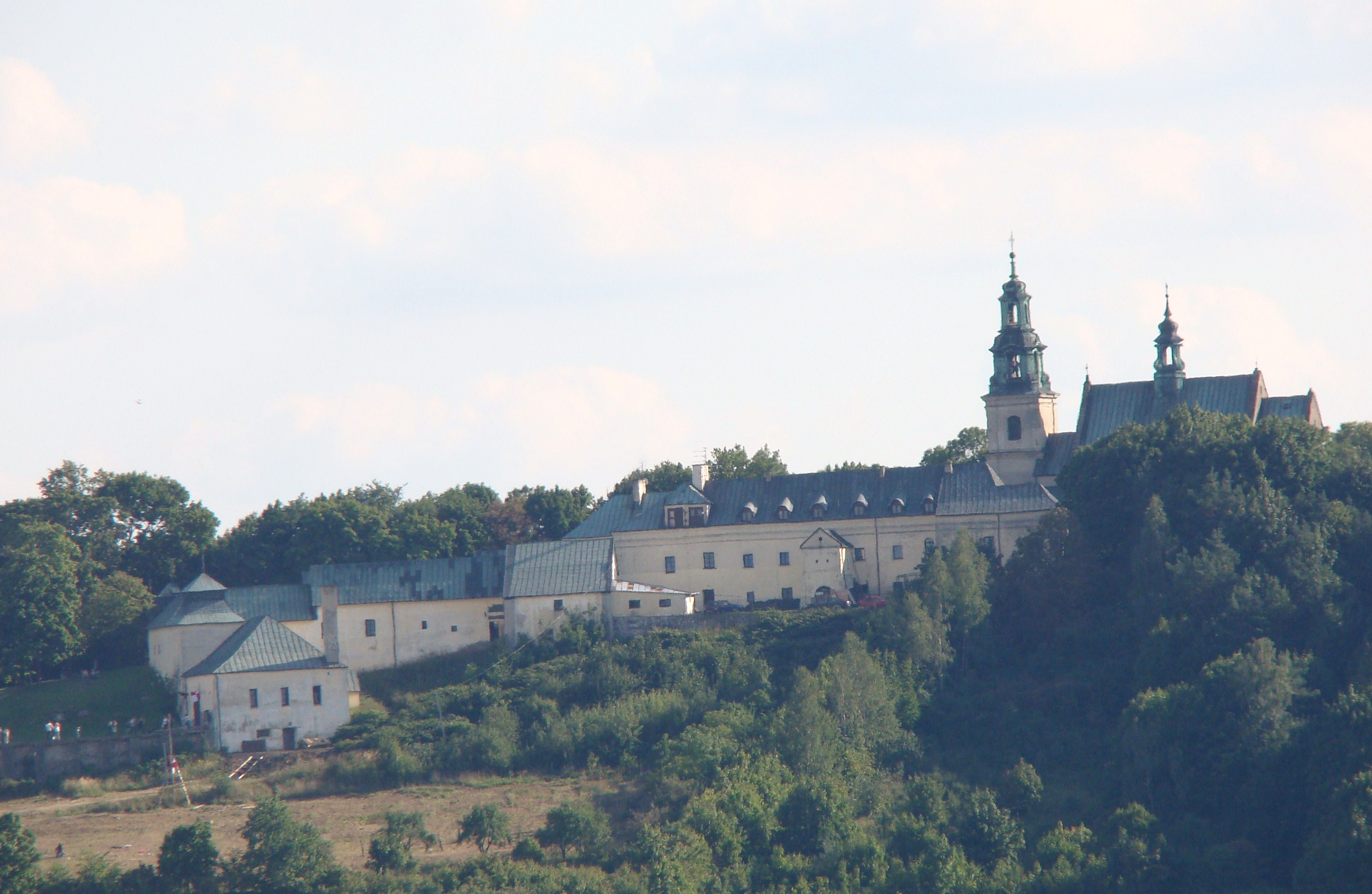
Klasztor na Karczówce

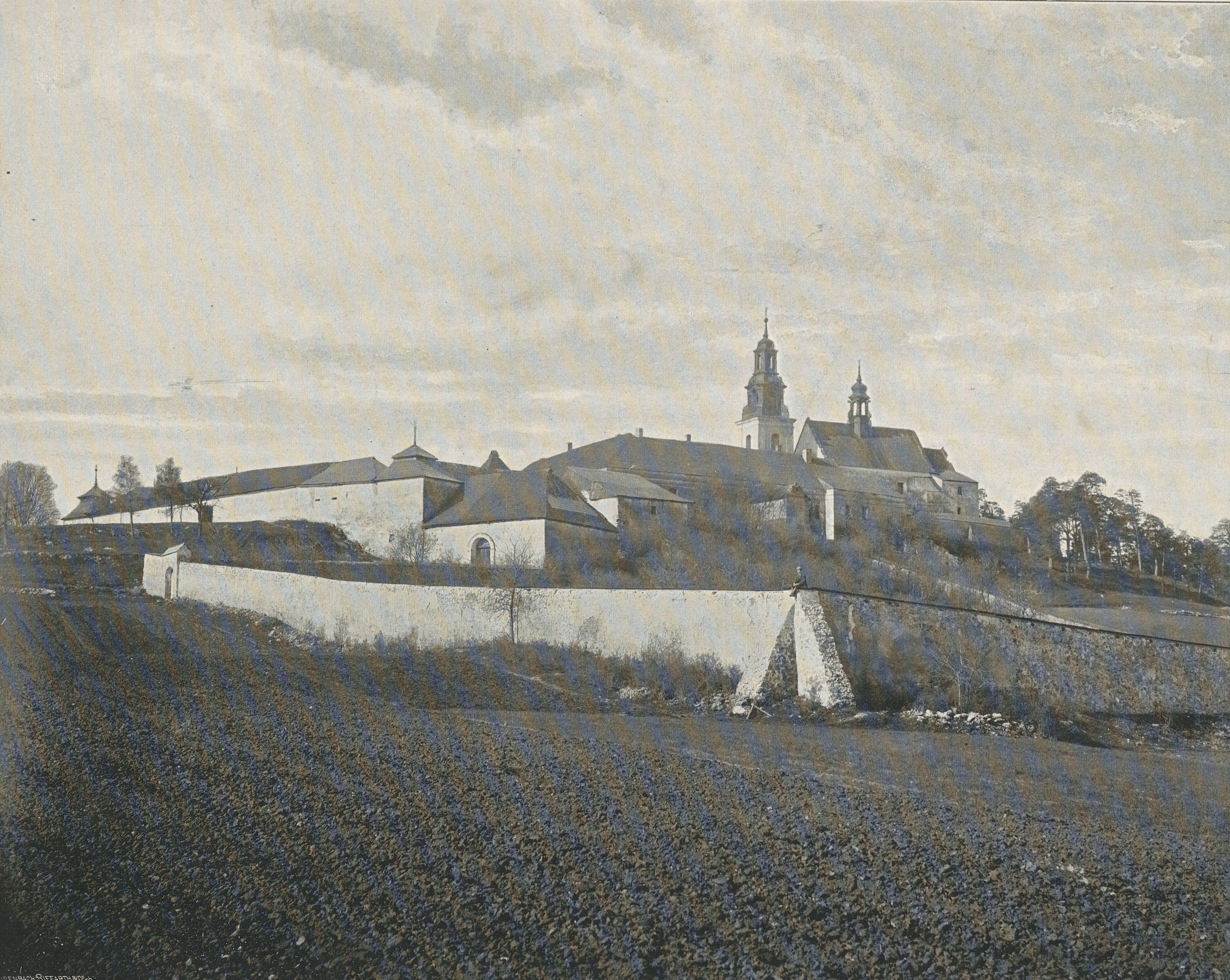
Widok klasztoru przed 1899

Karczówka – część Kielc, obejmująca wzniesienie Karczówka z zabytkowym klasztorem, położona na południowy zachód od centrum miasta. Została przyłączona do Kielc w 1930 roku i obejmuje co najmniej obszar dawnej miejscowości Czarnów Poklasztorny (nazywanej potocznie Podkarczówką) – obecnie są to ulice Podklasztorna, Św. Barbary i Bernardyńska. Na jej terenie znajduje się pętla Karczówka obsługiwana przez linię 108.
Na terenach przyłączonych do Kielc w 1930 roku i położonych w najbliższym sąsiedztwie Karczówki lub częściowo na jej obszarze znajdują się też:
- osiedle mieszkaniowe Podkarczówka zbudowane przez spółdzielnię RSM Armatury[7] i sąsiadujące z nim niewielkie osiedla mieszkaniowe Panorama[8] i Via Botanica[8],
- teren[9] o przewadze funkcji ogólnomiejskich metropolitalnych[10] – w przybliżeniu pomiędzy ulicami Nowobernardyńską, Jagiellońską, Krakowską i Podklasztorną[10] – na którym znajduje się hala sportowa przy ul. Krakowskiej 72 (w której do 2006 roku rozgrywał swoje mecze klub Industria Kielce), otwarty w 2019 roku ogród botaniczny[8][11], zajezdnia MPK[12] i dwie szkoły[13],
- obszar nazywany dawniej Cegielnią[1] i obejmujący ulice[4]: Borową, Gajową, Grzybową, Jagodową, Podleśną i Stokową.